# Jingqing Daofu
Jingqing Daofu (chiń. 鏡淸道怤, pinyin Jìngqīng Dàofū; kor. 경청도부 Kyŏngch'ŏng Tobu; jap. Kyōsei Dōfu; wiet. Kính(Kẻng?) Thanh Đạo Phó; ur. 863, zm. 937) – chiński mistrz chan Południowej szkoły chanu.

## Życiorys
Jingqing pochodził z dawnego dystryktu Yongjia, obecnie w granicach miasta Wenzhou w prowincji Zhejiang.
Już w wieku 6 lat odmówił spożywania mięsa. Jako młody człowiek przyjął mnisią ordynację w słynnym klasztorze Kaiyuan. Po pewnym czasie odszedł z tego klasztoru i udał się na wędrówkę, w czasie której dotarł do Fujian i na górze Kości Słoniowej spotkał mistrza Xuefenga Yicuna i został jego uczniem.
Oto opis ich pierwszego spotkania.
Xuefeng spytał Skąd jesteś?
Jingqing powiedział Z Wenzhou.
Xuefeng powiedział W takim razie pochodzisz z tej samej wioski, co „Nocny gość”.
Jingqing powiedział Ale skąd pochodził ten „Nocny gość”?
Xuefeng powiedział Zasłużyłeś na uderzenie kijem, ale przepuszczę cię.
Pewnego razu Xuefeng powiedział do zgromadzonych mnichów Tak majestatyczne! Tak subtelne!
Jingqing wystąpił i powiedział Co jest tak majestatyczne i subtelne?
Xuefeng powiedział Co?
Jingqing cofnął się i stał.
Xuefeng powiedział Ta sprawa jest w ten sposób uszanowana, w ten sposób subtelna.
Jingqing powiedział Od czasu, gdy tu przybyłem, nigdy nie słyszałem mistrza nauczającego w ten sposób.
Xuefeng powiedział Chociaż nigdy tak nie rozbiłem, tego, co teraz ujawniłem nigdy nie brakowało. Czy jest tu coś trudnego?
Jingqing powiedział Ależ skąd! To jest to, czego mistrz nigdy nie nauczał, ale co zawsze było obecne.
Xuefeng powiedział Dlatego właśnie tak mówię.
Był to moment głębokiego wglądu Jingqinga.
W czasie praktyki u Xuefenga Jingqing udawał się także na wędrówki i spotykał innych mistrzów, m.in. Caoshana Benjiego.
Caoshan spytał Skąd przychodzisz?
Jingqing powiedział Wczoraj opuściłem Czystą Wodę.
Caoshan powiedział Kiedy przybyłeś do Czystej Wody?
Jingqing powiedział Przybyłem tam, gdy tu przybyłeś tu, mistrzu.
Caoshan powiedział Mówisz, że kiedy tu przybyłem?
Jingqing powiedział Gdy tylko tu przybyłem, jeszcze pamiętałem.
Caoshan powiedział Właśnie tak. Właśnie tak.
Po otrzymaniu przekazu Dharmy Jingqing przebywał w Yuezhou; obecnie jest to miasto Zhaoxing w prowincji Zhejiang. Tam w jego klasztorze zebrało się wielu mnichów, którzy zostali przyciągnięci jego naukami.
Mnich poprosił Jingqinga Wykluwam się. Proszę mistrza o pomoc [z zewnątrz].
Jingqing powiedział Będziesz żył czy nie?
Mnich powiedział Jeśli nie, to wtedy stanę się pośmiewiskiem.
Jingqing powiedział Facet w trawie.
Na żądanie lokalnego władcy Wuyue, Jongqing został opatem w klasztorze Longce. Po tym chan rozkwitł w tym rejonie.
Po jego śmierci przeniesiono jego szczątki do stupy na górze Wielkiego Współczucia.
Mistrz miał pięciu oświeconych uczniów (niektóre źródła podają – sześciu). Był bardzo ceniony przez Dōgena – jest wymieniony w części „Gyōji” Shōbōgenzō. Pojawia się w trzech gong’anach z Biyan lu – 16, 23 i 46.

## Linia przekazu Dharmy zen
Pierwsza liczba oznacza liczbę pokoleń od Pierwszego Patriarchy chan w Indiach Mahakaśjapy.
Druga liczba oznacza liczbę pokoleń od Pierwszego Patriarchy chan w Chinach Bodhidharmy.
Trzecia liczba oznacza początek nowej linii przekazu w innym kraju.
- 33/6. Huineng (638–713)
  - 34/7. Qingyuan Xingsi (660–740)
    - 35/8. Shitou Xiqian (700–790)
      - 36/9. Tianhuang Daowu (748–807)
        - 37/10. Longtan Chongxin (782–865)
          - 38/11. Deshan Xuanjian (819–914)
            - 39/12. Xuefeng Yicun (822–908)
              - 40/13. Furong Lingxun (bd)
              - 40/13. Jingqing Daofu (863–937) (także Shunde)
              - 40/13. Cuiyan Lingcan (Cuiyan Yongming)(bd)
              - 40/13. Yunmen Wenyan (862–949) szkoła yunmen
              - 40/13. Baofu Congzhan (zm. 928)
                - 41/14. Zhaoqing Wendeng (884–972)
                - 41/14. Lontan Ruxin (bd)
                - 41/14. Shangu Xingchong (bd)
                - 41/14. Baoci Wenqin (bd)
                - 41/14. Yanshou Huilun (bd)
                  - 42/15. Guizong Daoquan (bd)

              - 40/13. Xuansha Shibei (835–908)
                - 41/14. Zhongta Huiqui (bd)
                - 41/14. Luohan Guichen (867–928)
                  - 42/15. Longji Shaoxiu (bd)
                  - 42/15. Tianbing Congyi (bd)
                  - 42/15. Qingqi Hongjin (bd)
                  - 42/15. Fayan Wenyi (885–958) szkoła fayan

              - 40/13. Zhangqing Huileng (854–932)
                - 41/14. Xianzong Cichan (bd)
                - 41/14. Zhaoqing Daokuang (bd)
                - 41/14. Baozi Guangyun (bd)